# Barre-des-Cévennes
Barre-des-Cévennes este o comună în departamentul Lozère din sudul Franței. În 2009 avea o populație de 205 de locuitori.

## Evoluția populației
| An        | 1975 | 1982 | 1990 | 1999 | 2006 | 2009 |
| --------- | ---- | ---- | ---- | ---- | ---- | ---- |
| Populație | 152  | 214  | 187  | 180  | 202  | 205  |